# ドナルド・トランプ・ジュニア
ドナルド・ジョン・トランプ・ジュニア（Donald John Trump Jr., 1977年12月31日 - ）は、アメリカ合衆国の実業家、不動産開発業者。第45代アメリカ合衆国大統領ドナルド・トランプの最初の妻であるイヴァナ・トランプの長男。2016年11月11日に父の政権移行チームに加わる。

## 経歴

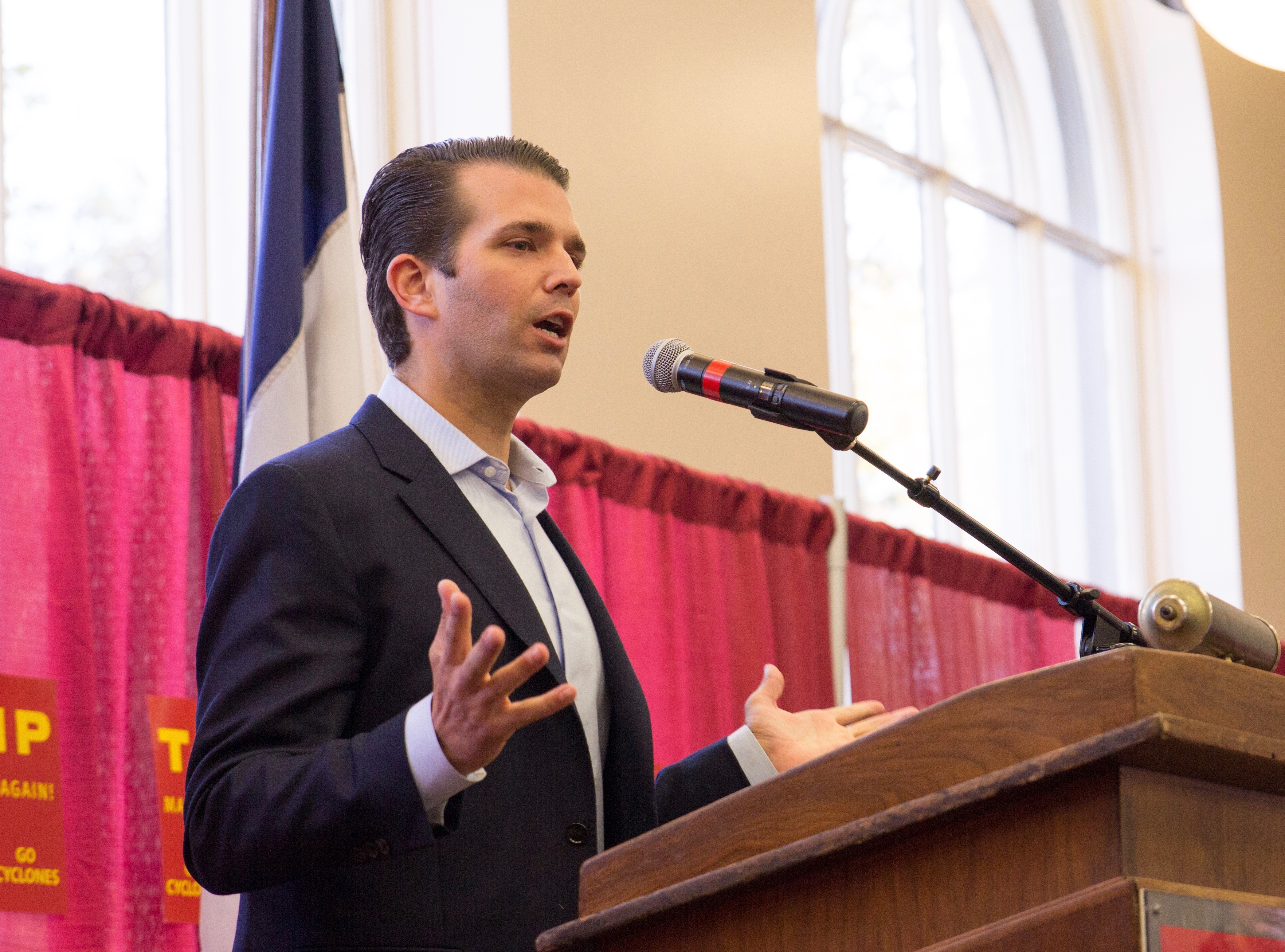
アイオワ州の講演にて（2016年11月）

1977年12月31日、マンハッタンで生まれる。同母弟妹にイヴァンカとエリックがいる。また、父の2番目の妻であるマーラ・メープルズを母とする異母妹ティファニー、父の3番目の妻であるメラニアを母とする異母弟バロンがいる。
多忙な両親ではなく、母方の祖父母やアイルランド人、セルビア人の乳母によって育てられた。とりわけ母方の祖父は父親代わりとして大きな存在であった。そのため、チェコ語が堪能である。両親の離婚後、母親と共にフロリダ州パームビーチに移り、その後、弟と共にペンシルヴァニア州の名門寄宿学校であるザ・ヒル・スクールに入学。同校卒業後、ペンシルベニア大学ウォートン校に入学。経済学の学士号 (bachelor of science in economics) を取得した。
2016年アメリカ合衆国大統領選挙におけるロシアの干渉の問題で2016年6月にロシア人弁護士との会談に義弟のジャレッド・クシュナーとともに出席したとする疑惑が持ち上がり、ジャーナリストのマイケル・ウォルフの著書の中のインタビューで、元首席戦略官のスティーブ・バノンがこれを「売国的」「非愛国的」と批判した際に、父のドナルドは、「スティーブ・バノンは私や私の政府と無関係。解任されたら仕事どころか正気も失った」「スティーブは、党の指名獲得後に雇ったスタッフの1人だ。我々の歴史的勝利にスティーブは無関係」と非難する内容の声明を出した。

## 人物
2006年、父のテレビ番組『アプレンティス』に第5シーズンから出演した。

## 家族
ドナルド・トランプ・ジュニアは、2005年11月12日、モデルのヴァネッサ・ケイ・ハイドン（1977年12月18日 - ）と結婚。3男2女の5人の子どもがいる。2018年11月離婚。
- カイ・マディソン・トランプ（2007年5月12日 - ）[9]
- ドナルド・ジョン・トランプ3世（2009年2月18日 - ）[10]
- トリスタン・ミロス・トランプ（2011年10月2日 - ）[11][12]
- スペンサー・フレデリック・トランプ（2012年10月21日 - ）[13]
- クロエ・ソフィア・トランプ（2014年6月16日 - ）[9]